# اچ‌ام‌اس سویفت‌سور (۱۸۷۰)
اچ‌ام‌اس سویفت‌سور (۱۸۷۰) (به انگلیسی: HMS Swiftsure (1870)) یک کشتی بود که طول آن ۲۸۰ فوت (۸۵ متر) بود. این کشتی در سال ۱۸۷۰ ساخته شد.